# 21 Lutecija
21 Lutecija, asteroid glavnog pojasa kojega je 15. studenog 1852. otkrio Hermann Goldschmidt. Nazvan je po Luteciji, naselju koje je postojalu na mjestu današnjeg Pariza.
S oko 100 km u promjeru, Lutecija je nepravilnog oblika prekrivena kraterima od kojih su neki široki i do 45 km. Geološki heterogenu površinu presjecaju udubljenja i litice za koje se vjeruje da predstavljaju frakture.
U srpnju 2010. asteroid je posjetila svemirska letjelica Rosetta Europske svemirske agencije prilikom čega mu se približila na 3162 km prije nego što je nastavila prema kometu 67P/Čurjumov-Gerasimenko.